# Sismo de hielo
Un sismo de hielo, hielomoto o también conocido como criosismo, es un acontecimiento sísmico que puede ser causado por un repentino agrietamiento en la tierra congelada o roca saturada con agua o hielo. Cuando el agua se escurre dentro de la tierra, esta podría congelarse eventualmente y expandirse bajo temperaturas más frías, poniendo tensión en su entorno. Esta tensión se acumula hasta que se descarga explosivamente en forma de un sismo de hielo.
Otro tipo de sismo de hielo es un acontecimiento sísmico no-tectónico causado por movimientos glaciales repentinos. Este movimiento se le ha atribuido a una capa de agua, la cual quizás se encuentre debajo de un glaciar proveniente de una superficie de hielo derretida. La presión hidráulica del líquido puede actuar como lubricante, dejando al glaciar de repente en una posición de cambio. Este tipo de sismo de hielo puede ser muy breve, o puede durar varios minutos.
Los requisitos para que un sismo de hielo ocurra son numerosos; por lo tanto, las predicciones no son enteramente posibles y quizás constituya un factor en ingeniería y diseño estructurales cuándo se construye en una área conocida para tales acontecimientos. La especulación ha sido hecha entre calentamiento global y la frecuencia de sismos de hielo.

## Efectos
Los sismos de hielo son a menudo confundidos con pequeños terremotos en las capas tectónicas. Las indicaciones iniciales pueden aparecer similares a aquellos pertenecientes a terremoto con temblores, vibraciones, el agrietamiento de la tierra y ruidos asociados, como truenos o sonidos de explosiones. Un sismo de hielo puede, aun así, ser distinguido de terremotos a través de condiciones meteorológicas y geológicas. El sismo de hielo puede tener una intensidad de hasta VI grados de la Escala de Mercalli. Además, los sismos de hielo a menudo exhiben una intensidad alta en un área muy localizada, en la inmediata proximidad del epicentro, en comparación a los efectos extendidos de un terremoto. Debido a vibraciones de sismos de hielo de frecuencia baja, algunas estaciones de control sísmico no pueden grabar su ocurrencia. A pesar de que los sismos de hielos liberan menos energía que eventos tectónicos,  pueden todavía causar daño o cambios significativos a una área afectada.
Algunos informes han indicado la presencia de "luces titilantes lejanas" durante o antes de un sismo de hielo, posiblemente debido a cambios eléctricos cuándo las rocas están comprimidas. Las grietas y las fisuras también pueden aparecer como áreas de superficie contracta y apartarse del frío. El tiempo superficial para moderar los hechos pueden variar desde pocos centímetros hasta varios kilómetros.

## Ocurrencias

### Ubicación

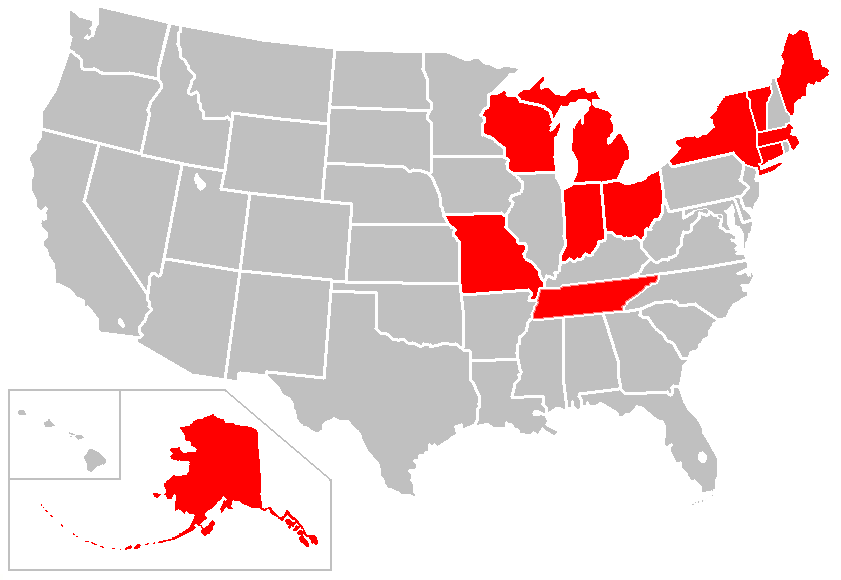
Estados de EE.UU. con sismos de hielo reportados.

Los procesos geocronológicos estuvieron identificados como una causa posible de temblores tan temprano cuando 1818. En los Estados Unidos, tales acontecimientos han sido avistados en el Medio Oeste, Norte y Noroeste de Estados Unidos.
Los sismos de hielo también ocurren en Canadá, especialmente a lo largo de los Lagos Grandes y en el
paso de St. Lawrence, donde las temperaturas invernales pueden cambiar muy rápidamente. Han emergido en Ontario, Quebec y las Provincias Marítimas. Son también observados en Calgary.
Los fenómenos han sido reportados en Alaska, Groenlandia, Islandia (Grímsvötn)., Isla de Ross, y las Montañas de Charles.

### Informes
Ontario meridional experimentó numerosos, aunque no confirmados, temblores de hielo el 24 de diciembre de 2013, y más severo, despertando a muchos de la cama, el 30 de diciembre de 2013 a las 3:00 AM y más tarde a las 7:00 AM, a raíz de la tormenta de hielo en Canada central y oriental del 2013
Las ciudades de Cornwall, Middlebury, Ripton, Weybridge y Vermont experimentaron el mismo fenómeno después de las mismas condiciones de tiempo con el más fuertes ocurriendo el 25 de Diciembre a las 4:50 AM. El condado de Essex en Nueva York experimentó sismos de hielo el 31 de diciembre de 2013. Numerosas terremotos de hielo ocurrieron nuevamente en el área metropolitana de Toronto alrededor de las 2:00 AM el 3 de enero de 2014, y el 7 de enero de 2014 por la noche. Muchos sismos de hielo fueron también informados cerca de Lac-Mégantic, en el Oriental Townships (Québec, Canadá), en los últimos días de diciembre del 2013.[cita requerida]
El 4d de marzo de 2014 la ciudad de Calgary experimentó un sonido fuerte a las 5:00 PM y muchas personas se lo atribuyen a un sismo de hielo.
La Isla oriental de Montreal experimentó un terremoto de hielo el 6 de enero de 2015 aproximadamente a las 
2:30 AM (horario del este).
Wichita, Kansas experimentó una explosión fuerte el sábado 17 de enero de 2016. Fue el primer terremoto de hielo en Kansas.
Durante un enero 2016 hubo un período récord de frío junto a varios fuertes e inusuales estrépitos y temblores fueron reportados alrededor de Finlandia, la cual tiene un muy bajo nivel de actividad sísmica. Uno de los acontecimientos estuvo registrado y considerado sísmicamente para ser una tormenta de hielo.